# Cylindrepomus tricoloripennis
Cylindrepomus tricoloripennis là một loài bọ cánh cứng trong họ Cerambycidae.